# Polsterpibe
En polsterpibe er en fysisk model, der forklarer frembringelsen af akustiske vibrationer. Ved at studere de vibrationer, som frembringes ved bevægelse af menneskets læber, når det blæser i et åbent rør af passende størrelse, kan der udarbejdes et skema over de frembragte lydes indbyrdes relationer. Dette skema er determinanten for blæseinstrumenter, uanset hvilket materiale de er fremstillet af. Princippet har været kendt indenfor tonelære siden slutningen af 1800-tallet, og er beskrevet i Helmholtz: Die Lehre von den Tonempfindungen (1896)), mens den tyske professor Richard Ewald fandt forklaringen på, hvorledes bevægelsen omdannes til tonearter.
Den høje og vidtrækkede lyd af alpehornet og Dung chenen illustrerer princippet bag polsterpiben, idet tonegangene ændres, når der skiftes mundstykke.

## Funktionsmåde
En grundlæggende funktion i polsterpiben illustreres ved Bernoullis princip. Hvis den samlede energi i en given luftmasse i følge loven om energiens bevarelse skal være konstant, så vil luftmassen udøve et lavere tryk på omgivelserne, hvis den er i bevægelse end hvis den står stille.